# 埃莉萨门
43°50′35.23″N 10°30′51.25″E / 43.8431194°N 10.5142361°E

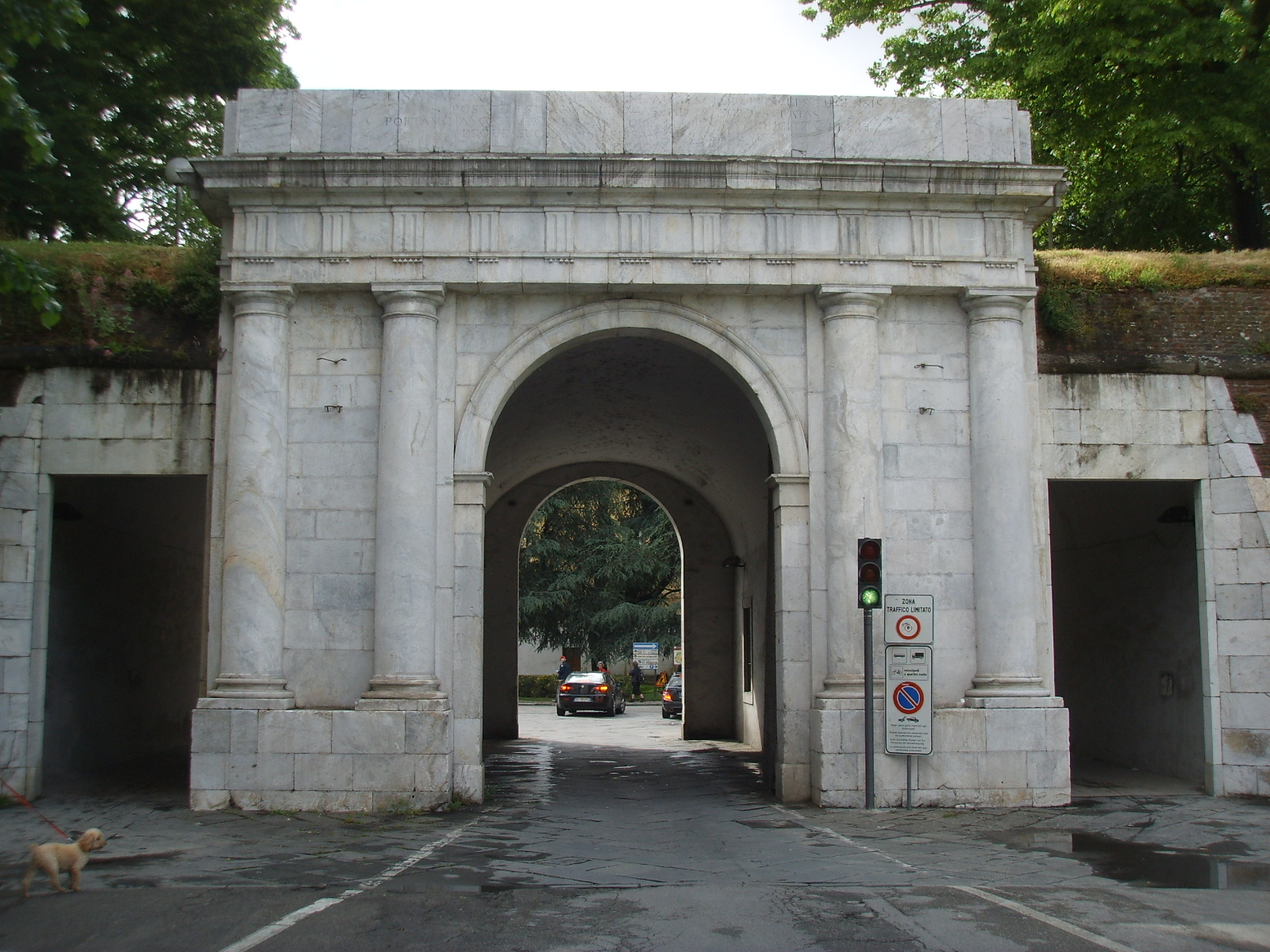
埃莉萨门

埃莉萨门（Porta Elisa）是意大利卢卡城墙的东城门，得名于埃莉萨·波拿巴。
卢卡的城墙原来东侧没有开设城门，以防备来自主要对手佛罗伦萨的突然袭击。
在拿破仑·波拿巴统治时期，佛罗伦萨入侵的威胁消失，而通往卡潘诺里（Capannori）、摩纳哥，蒙特卡蒂尼（Montecatini）、皮斯托亚和佛罗伦萨的交通需求变得越来越强烈。因此决定开设一个新的城门，根据当时的严格的世俗主义，城门不再以圣人命名，而是以卢卡和皮翁比诺（Piombino）公主，拿破仑的妹妹，埃莉萨·波拿巴命名，她违背拿破仑的意愿，和费利克斯·巴希奥奇结婚。 
埃利萨是一个性格坚强的女人，她不顾人们的强烈反对，决定为卢卡这个在她眼中没有希望的过时的没有重要性的中世纪城市，带来“现代法国城市的标准”。其中一项工程就是开辟埃莉萨门。1809年开工，到1811年完成。这个城门开三个门洞，装饰适度的新古典主义风格，只是在局部，白色大理石于红砖形成强烈对比。 
埃莉萨门具有凯旋门的外观和功能，从此向城内开辟了一条通往市中心的新道路，称为埃莉萨街（Via Elisa），拆除中世纪的加尔默罗会修道院和嘉布遣会教堂。